# Jelcz 442D

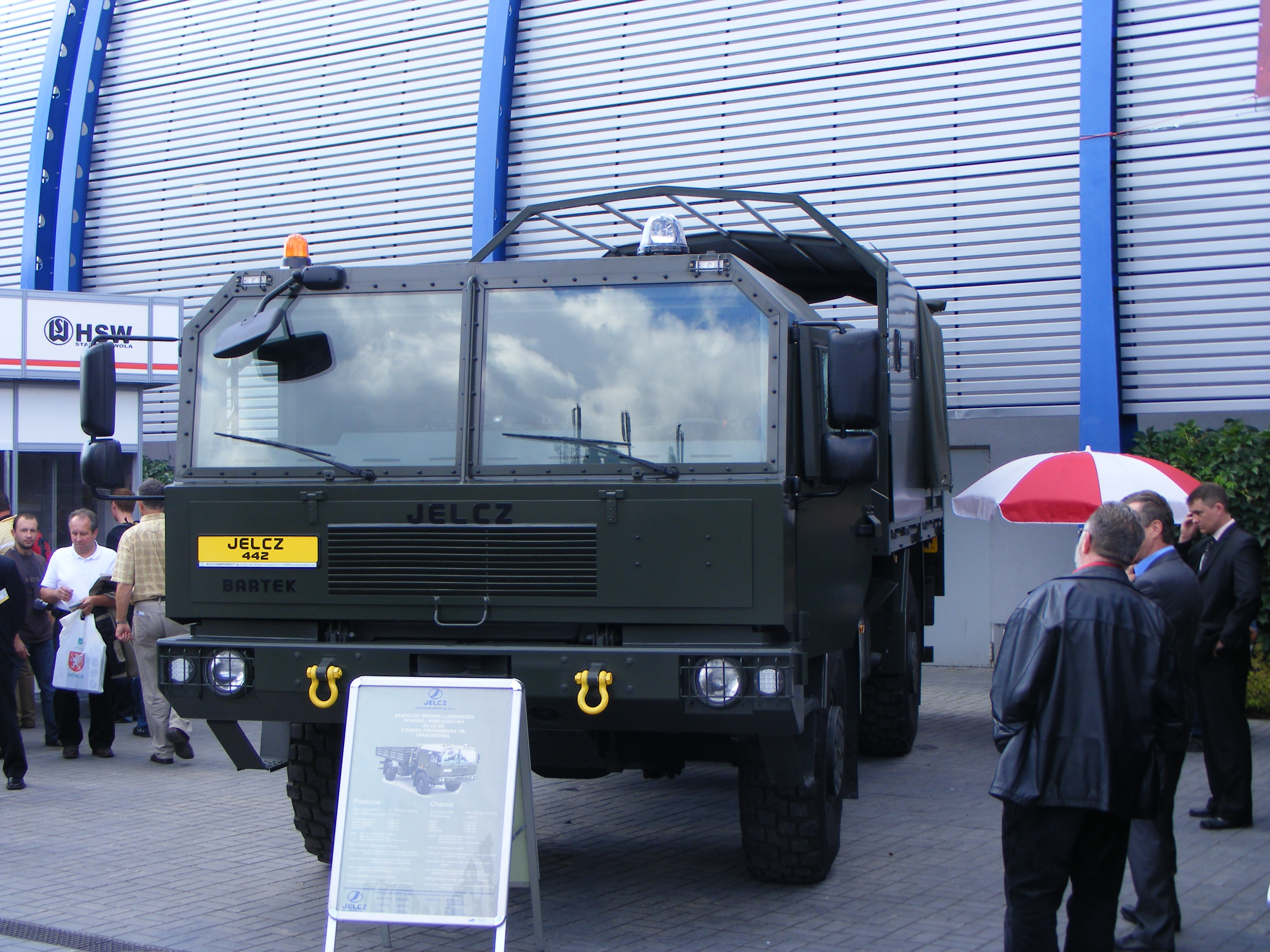
Jelcz P442D28 - skrzyniowy

Jelcz 442D – seria terenowych samochodów ciężarowych z napędem 4×4 produkcji Jelcz (do 2014 Jelcz-Komponenty), z początku XXI wieku. Następca serii Jelcz 442. Obecnie produkowane są wersje dla Wojska Polskiego.

## Jelcz 442D.28 (4x4) Bartek
Zaprezentowany w 2007 przez Jelcz–Komponenty militarny samochód ciężarowy z napędem na wszystkie osie (układ jezdny 4x4) o wysokiej mobilności w terenie, w wykonaniu ADR. Opracowany został jako propozycja podstawowej ciężarówki dla Wojska Polskiego – następcy Star 266 i Star 944, w związku z zaprzestaniem ich produkcji w Polsce przez koncern MAN. Stał się pierwszą terenową ciężarówką średniej ładowności Jelcza.
Masa całkowita 15 t, z możliwością holowania przyczepy o masie maksymalnej 12 t. Kabina opancerzona z osłoną balistyczną na poziomie 1 (według STANAG 4569). Silnik ZS Iveco NEF Tector (6-cylindrowy, rzędowy, z turbodoładowaniem i chłodzeniem powietrza doładowującego oraz systemem wtrysku common rail, o pojemności 5,9 l, w wykonaniu Euro 3 osiągający maksymalnie moc 202 kW /275 KM) przy 2500 obr./min i moment obrotowy 930 Nm w zakresie obrotów, od 1250 do 2100, 9-biegowa mechaniczna skrzynię biegów współpracująca ze skrzynią rozdzielcza, z międzyosiowym mechanizmem różnicowym blokowanym pneumatycznie z przełożeniem szosa/teren. Mosty napędowe zaopatrzono w blokady mechanizmów różnicowych z hamulcami bębnowymi. Hamulce sterowane układem pneumatycznym, nadciśnieniowym, dwuobwodowym z regulacją siły hamowania osi tylnej oraz układem trójprzewodowym do podłączenia instalacji pneumatycznej przyczepy. Standardowo wyposażano samochód w system ABS i ASR. Prefiks S w oznaczeniu oznacza ciężarówkę skrzyniową, liczba 28 – moc silnika w dziesiątkach KM.
W pełni mechaniczne zawieszenie z przodu wyposażone w resory półeliptyczne, z tyłu resory paraboliczne. Samochód wyposażony jest w koła z pojedynczym ogumieniem o rozmiarze 14.00R20. Układ paliwowy wyposażono w dwa zbiorniki opancerzone o pojemności 175 litrów.
Za kabiną przed ściana przednią skrzyni ładunkowej możliwość zabudowy żurawia HIAB O88 ADD. Dodatkowe opcje wyposażenia pojazdu:
- układ centralnego pompowania kół ze sterowaniem z kabiny kierowcy umożliwiający zmianę ciśnienia w ogumieniu w czasie jazdy
- wciągarka hydrauliczna o sile uciągu 60 kN, z wyprowadzeniem liny do przodu i tyłu pojazdu
- urządzenie filtrowentylacyjne
- ogrzewanie powietrzne niezależne od silnika
- ogrzewanie spalinowo-wodne, niezależne od pracy silnika, ułatwiające rozruch silnika w niskich temperaturach
- klimatyzacja
- dodatkowe osłony załóg przewożonych na skrzyni ładunkowej

Prototypowe podwozie P442D.28 Bartek zostało zaprezentowane publicznie na MSPO w Kielcach we wrześniu 2007 roku. Pierwszy egzemplarz modelu S442D.28 z zabudową skrzyniową został zakupiony przez Wojsko Polskie (WZŁ-1 w Zegrzu) w 2009 roku, a w kolejnym roku nie kupowano samochodów tego typu. Oznaczenie z prefiksem S oznacza zabudowę skrzyniową, P – podwozie do zabudowy. Zamiast dalszych zakupów modelu 442D.28, Siły Zbrojne po analizach jednak uznały za bardziej perspektywiczny samochód o mocniejszym silniku i zwiększonej z 14 do 16 ton dopuszczalnej masie całkowitej, wobec czego Jelcz opracował na zamówienie wojska wersję z mocniejszym silnikiem 442.32, która stała się standardową ciężarówką wojskową.